# Indo jazz

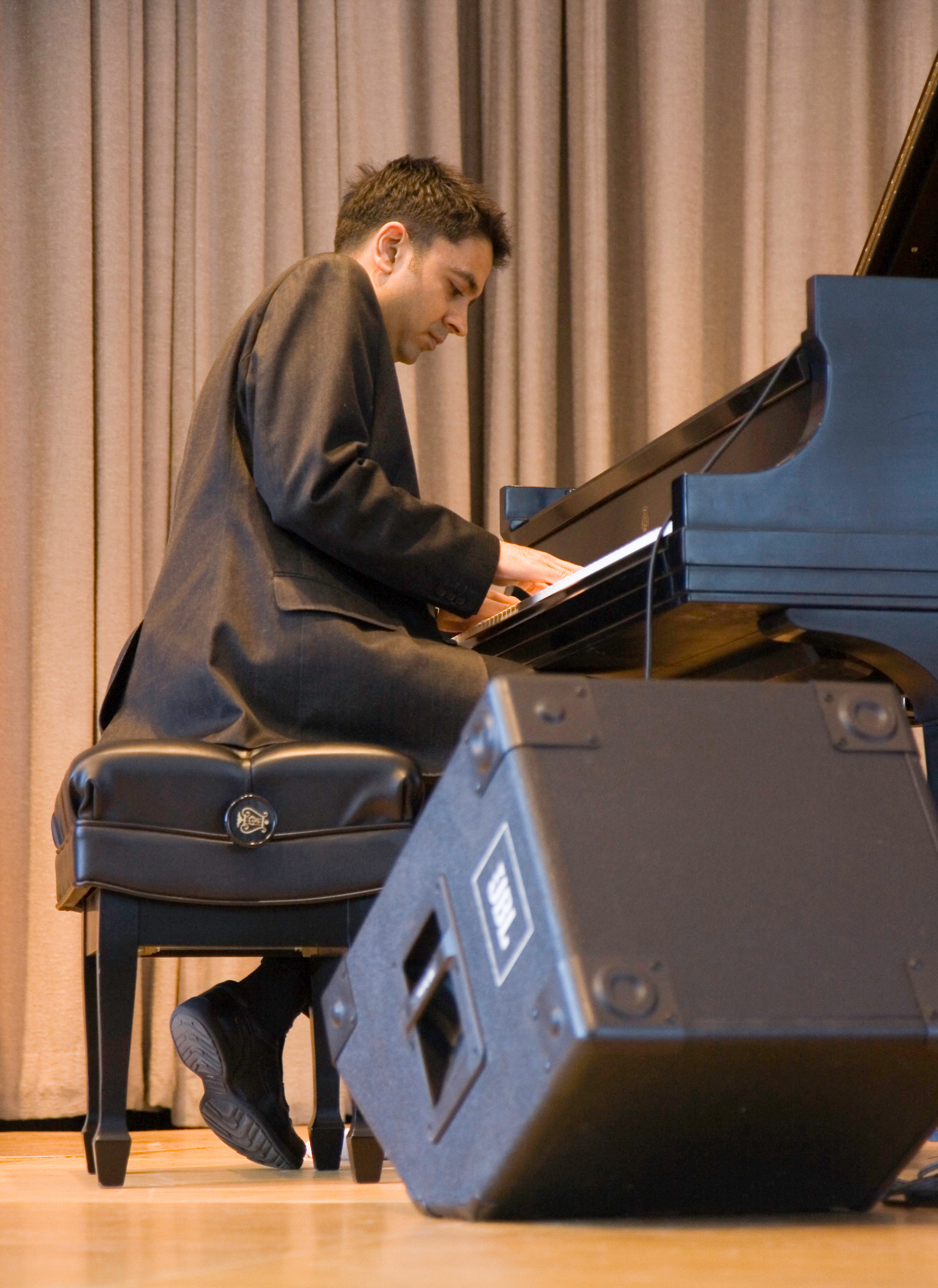
Vijay Iyer.

L'indo jazz est un genre musical composé de jazz, de musique classique et d'influences indiennes. Sa structure et ses motifs sont basés sur la musique indienne et l'improvisation typique du jazz s'y superpose. Si le terme lui-même est relativement récent, le concept remonte au moins au milieu des années 1950. Des musiciens comme John Coltrane, Yusef Lateef et d'autres reflètent les influences indiennes.
Le Mahavishnu Orchestra pourrait être un premier exemple de groupe de jazz aux influences indiennes, John McLaughlin étant à l'époque un fidèle de Sri Chinmoy. D'autres ont trouvé que les éléments d'improvisation déjà présents dans certaines musiques indiennes s'accordaient bien avec le jazz. John Mayer et Joe Harriott sont peut-être les influences les plus importantes du mouvement. En outre, Alice Coltrane est également connue pour son travail relationnel.

## Ashwin Batish
Ashwin Batish, originaire de Bombay, offre l'une des expériences indo-jazz les plus novatrices. Bien que son père, Pandit Shiv Dayal Batish, lui ait donné une formation classique en musique nord-indienne, le fait qu'Ashwin ait grandi en Occident, d'abord au Royaume-Uni, puis aux États-Unis, lui a donné un aperçu unique du monde de la musique occidentale. Ses fréquentes rencontres avec des musiciens de jazz et son exposition à des musiciens occidentaux, comme la collaboration de son père avec George Harrison pour le film Help! des Beatles, ont fait naître en lui le désir d'étendre ses racines musicales classiques au monde du jazz et de la fusion. Au cours des 35 dernières années, Ashwin a été le premier à combiner sa musique classique de sitar avec le rock, la pop et le jazz. Il est acclamé par les critiques spécialisées et le public du jazz et des musiques du monde. 
Batish fait actuellement partie de la faculté de l'université de Californie à Santa Cruz, où il enseigne la théorie et la pratique des percussions de la musique indienne. À l'invitation de l'université, Ashwin donnera en 2020 un cours intensif de cinq semaines intitulé Raga Jazz - une application de la musique indienne aux instruments occidentaux. 

## Artistes
Ils comprennent notamment : Vijay Iyer, Shankar Jaikishan, Arun Ghosh, Grand Union Orchestra, Soul Yatra, et Sunny Jain.